# Knivören
Knivören is een van de eilanden van de Lule-archipel. Het ligt ten noordwesten van Hindersön en is enige tijd eigendom geweest van een familie van Hindersön. Het heeft geen oeververbinding en er staan enkele zomerwoningen. Het is een langwerpig eiland.